# 川和車両基地
川和車両基地（かわわしゃりょうきち）は、神奈川県横浜市都筑区川和町に所在する、横浜市営地下鉄グリーンラインの車両基地である。

## 概要
2008年3月30日、グリーンライン日吉駅 - 中山駅間の開業に伴い、使用が開始された。
川和町駅と入出庫線でつながっているが、構造上、川和町駅の旅客ホームへの直接の入出庫はできない。川和町駅に直接出庫する場合、中山駅方面だと駅の先にある引き上げ線で折り返さなければならない。
入出庫線は高架橋構造で延長254.0 mあり、半径180 mの曲線（制限速度45 km/h）と最大55‰の急勾配がある。

## 構内設備
車両基地は東側から
- 試運転線 1本
- 列車検査線（列検線）、月検査線（月検線）、工場線 - これらは検修庫内
- 車輪転削線 1本
- 洗浄線 2本
- 留置線 9本が並ぶ。

構内には、15編成60両の車両を収容可能である。車両基地内は一般的な入換信号機は設置しておらず、車上のATCにより構内入換を行っている。グリーンラインの本線では50kg/mNレールが使用されているが、車両基地内は通トン数が小さいことから40kg/mNレールが使用されている。
列車検査・月検査・重要部検査・全般検査など、すべての検査業務は協力会社のJR東日本テクノロジーに委託している。当車両基地の特徴として「PPP」（Public Private Partnership・官民連携）を取り入れており、台車・主電動機・空調機・空制機器などの工場職場は配置しておらず、これら検査機器は外部の委託業者の工場へ搬出しており、構内の工場設備を省略している。
建設中に農薬工場跡地であった敷地の一部から基準値を超えたヒ素が検出されたため、土壌汚染への対処が行われ、不溶化処理・遮水シート・コンクリートで封じ込めがなされた汚染土は、車両基地の北端の線路下（入出庫線の隣）に埋め戻された。
2011年（平成23年）以降、「はまりんフェスタ」として何度か一般公開が行われている。

## 川和遊水地
車両基地内の鶴見川沿いの部分は人工地盤になっており、その下には神奈川県が治水事業として建設した「川和遊水地」が設けられている
。これは全国初の取り組みである。車両基地・遊水地の壁面には近隣小学校（横浜市立川和小学校・横浜市立山下小学校）の小学生約150名による「地下鉄」と「河川」をテーマとした絵画10点が展示されている。